# Sphenarium purpurascens
Sphenarium purpurascens är en insektsart som beskrevs av Toussaint de Charpentier 1842. Sphenarium purpurascens ingår i släktet Sphenarium och familjen Pyrgomorphidae.

## Underarter
Arten delas in i följande underarter:
- S. p. purpurascens
- S. p. minimum

## Bildgalleri

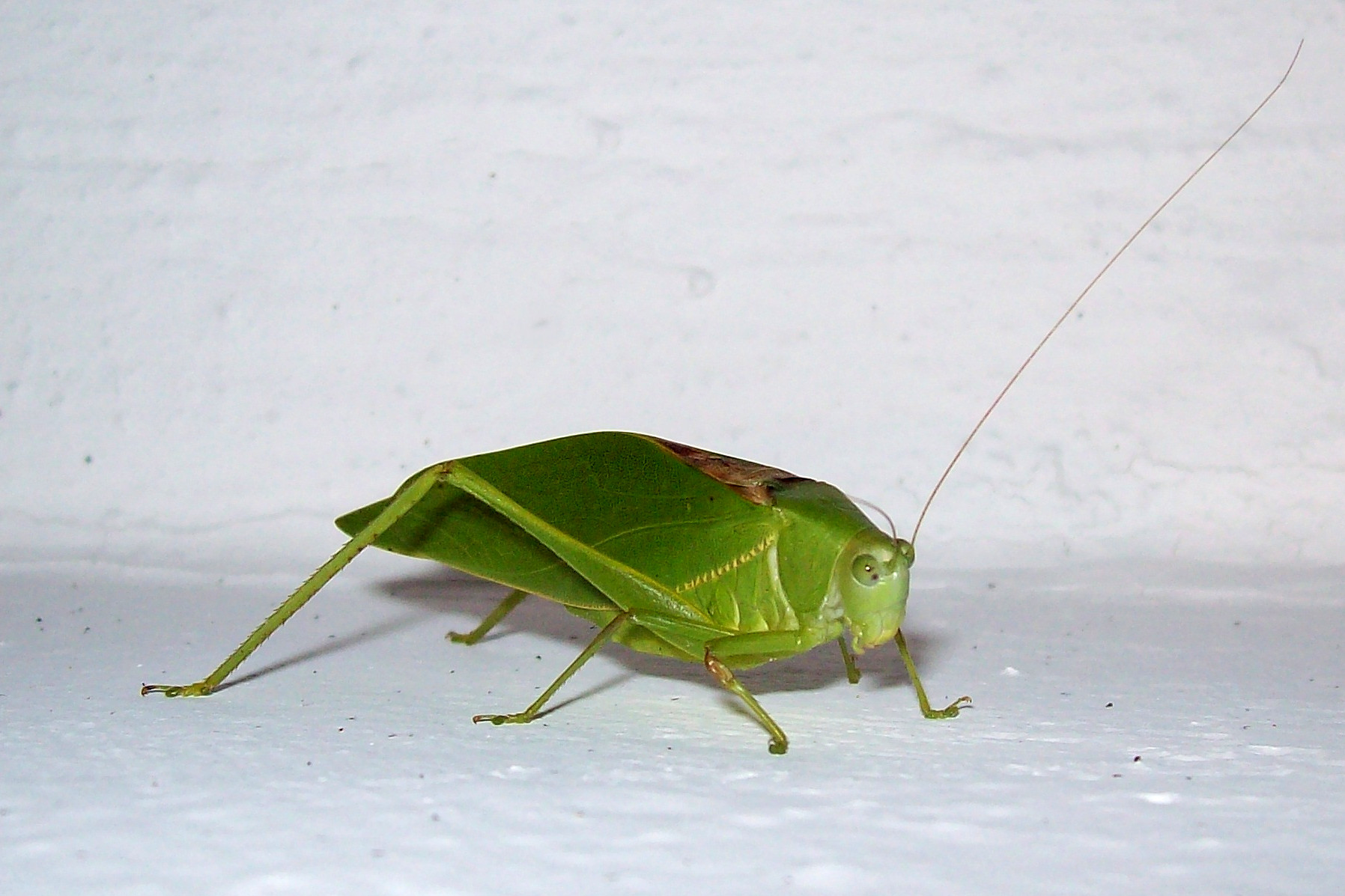
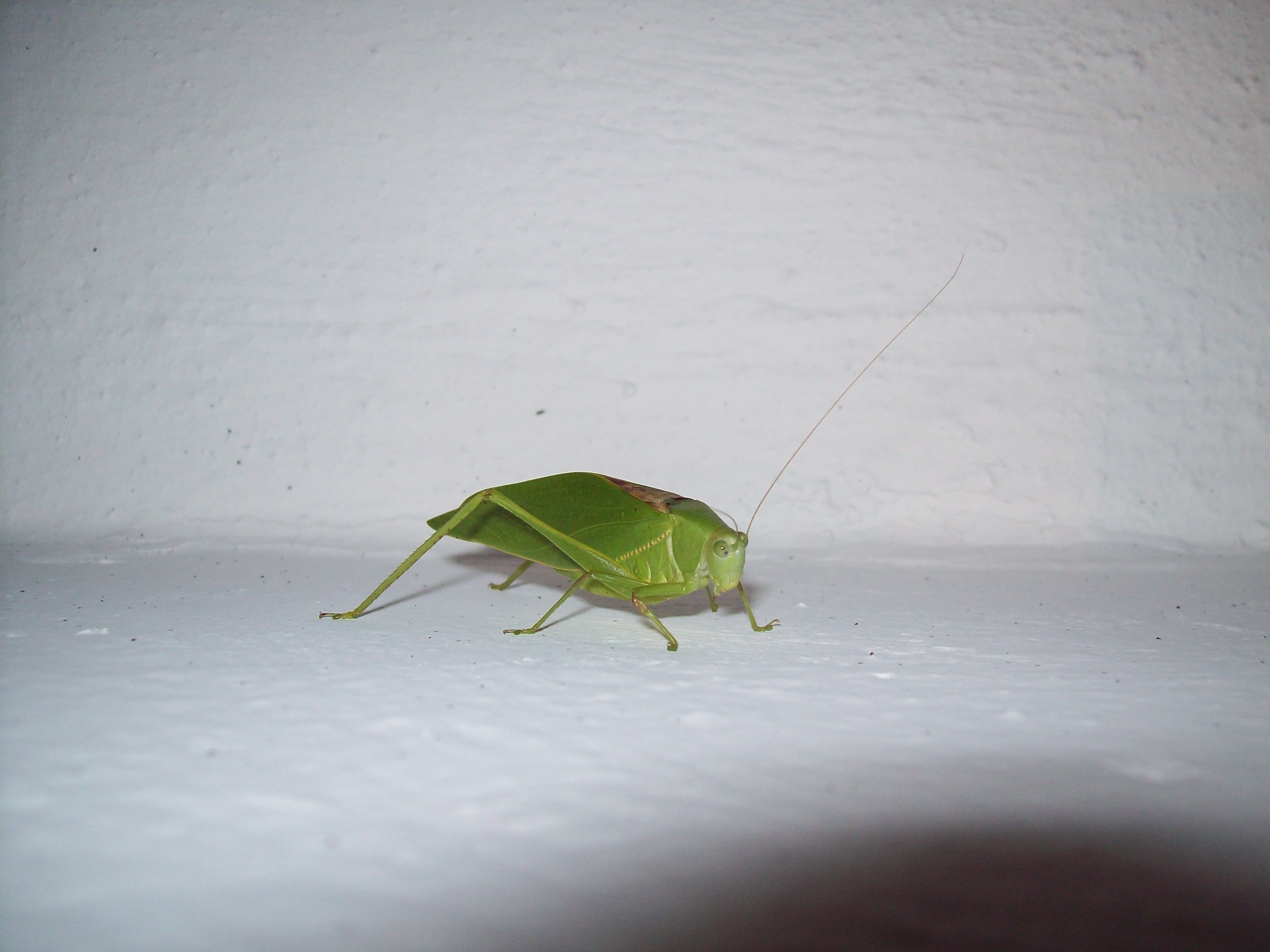